# Искандер, Александр Николаевич
Князь Алекса́ндр Никола́евич Исканде́р (3 [15] ноября 1887, Ташкент — 26 января 1957, Грас, Франция) — младший сын от морганатического брака великого князя Николая Константиновича и Надежды Александровны Дрейер (1861—1929; дочери оренбургского полицмейстера Александра Густавовича Дрейера и Софьи Ивановны Огановской).

## Биография
Александр Николаевич родился в Ташкенте 3 (15) ноября 1887. Окончил Императорский Александровский лицей (1911).

князь Александр Искандер — младший сын Великого князя Николая Константиновича

Произведён в офицеры из вольноопределяющихся в 1915 году. Служил в чине поручика, затем ротмистра Лейб-гвардии Кирасирского Её Величества полка. Участник Первой мировой войны.
В апреле 1918 года вернулся в Ташкент, пробравшись из Крыма (где в городе Евпатория, в госпитале Красного Креста, долечивался после тяжелой контузии с переломом обеих костей на правой ноге и где был застигнут большевиками). В сопровождении четырех офицеров князь на костылях пересёк Крым то пешком, то на телеге. Прибыв на Днепр, он сел на пароход, а затем от станции Николаев поездом добрался до Киева. Через несколько месяцев князь Искандер приехал в Москву, а затем в Петроград, где смог забрать деньги и личные вещи. После чего направился в Туркестан (через Оренбург).
Незадолго до его возвращения 14 (27) января 1918 года скончался его отец великий князь Николай Константинович Романов.

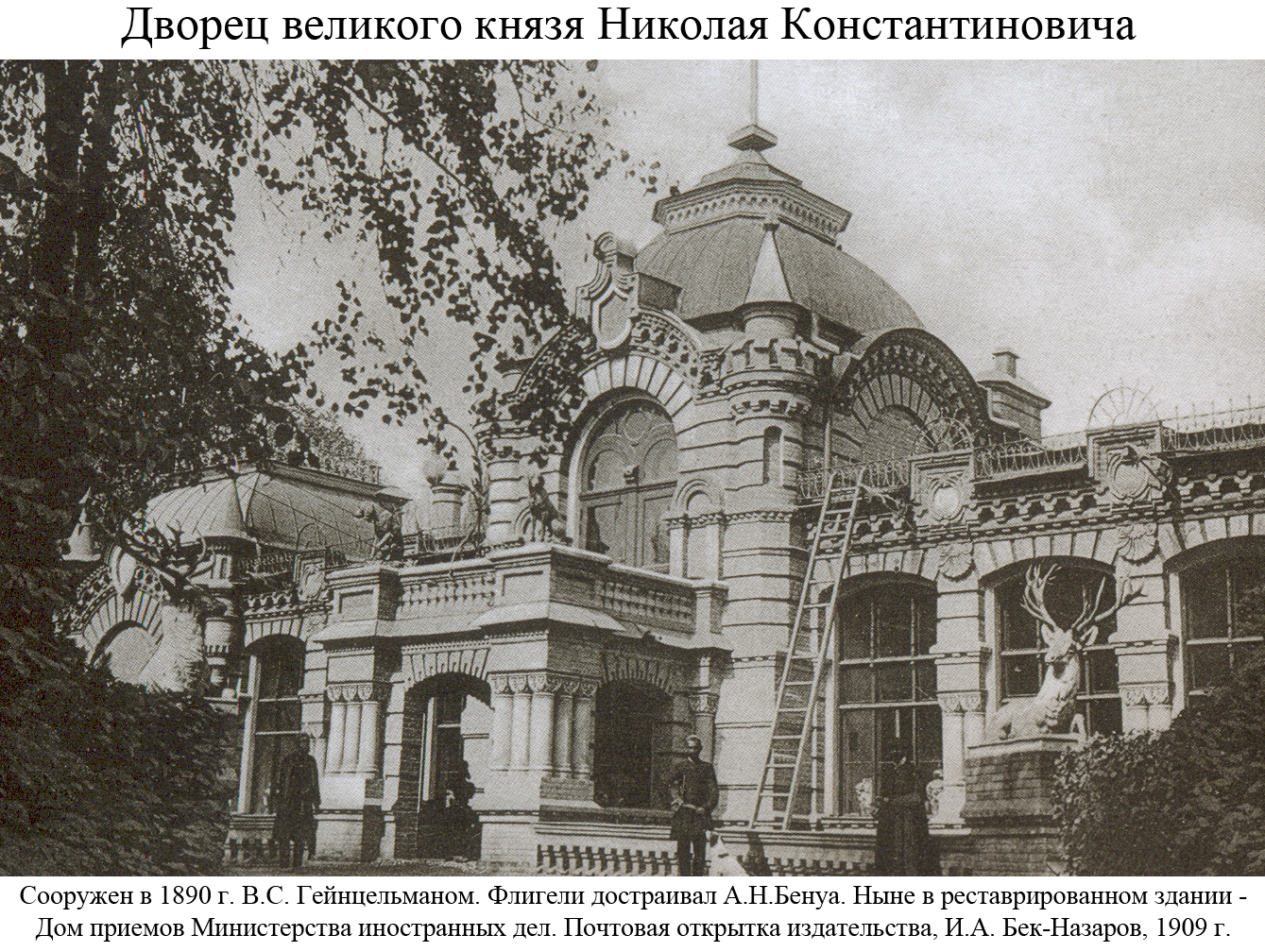
Дворец великого князя Николая Константиновича в Ташкенте. Вид начала XX века

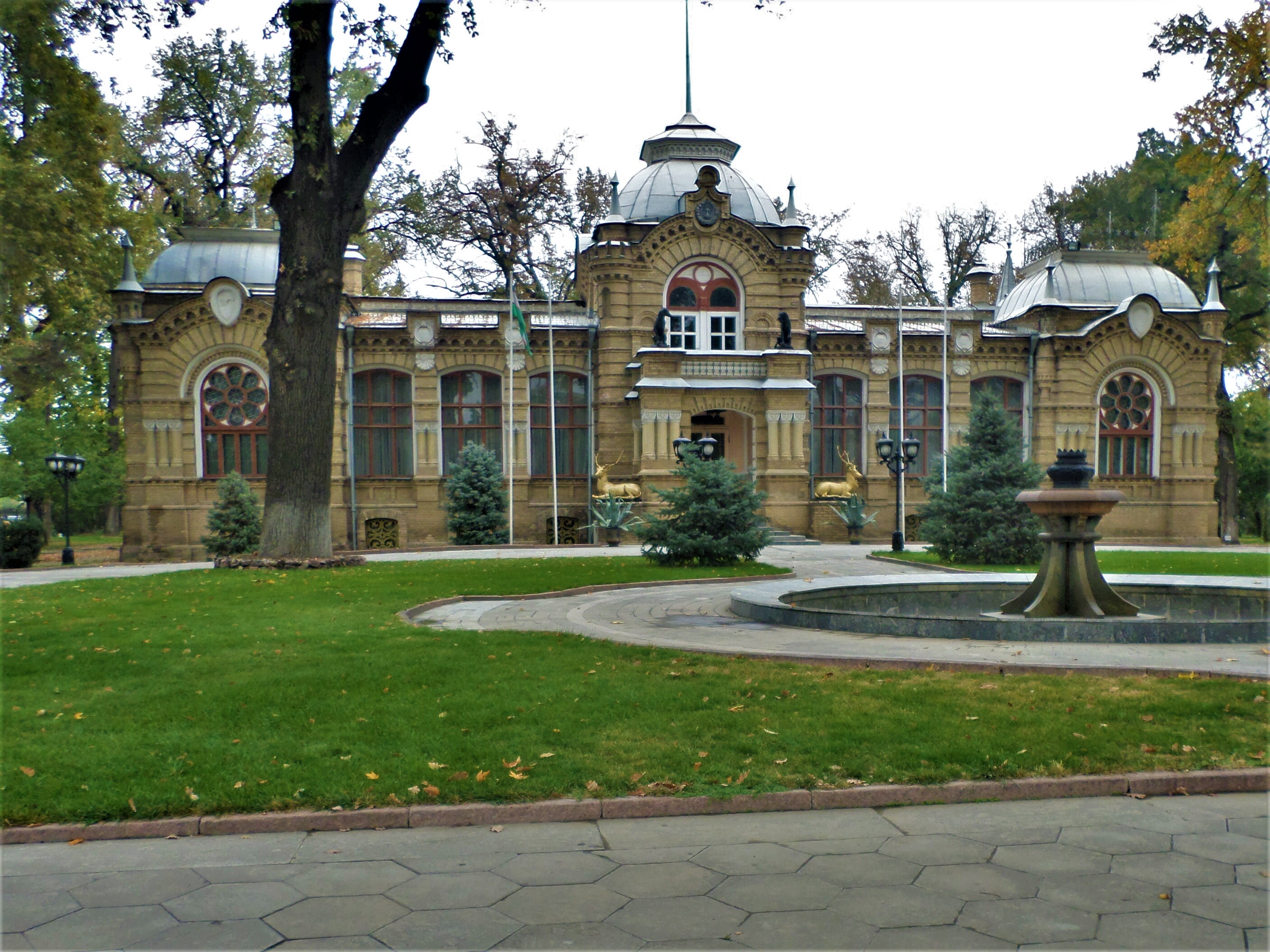
Дворец великого князя Николая Константиновича в Ташкенте. Вид начала XXI века

По возвращении он поселился в доме покойного отца. Мать помогла ему устроиться на службу в суд, он был прикомандирован помощником к судье четырнадцатого участка И. Н. Яскловскому, где проработал до января 1919 года.
19 января 1919 года вспыхнуло восстание в Ташкенте, которое поддержал князь Александр Николаевич, участвовавший в восстании в качестве командира роты. После провала Ташкентского восстания был организатором формирования Ташкентского офицерского партизанского отряда численностью 101 человек.
Отряд, в котором находился А. Н. Искандер, совершил в январе 1919 года тяжёлый переход из Ташкента через горы в Ферганскую долину. С марта 1919 года отряд сражался вместе с местными антибольшевистскими формированиями против красных частей, а затем с остатками отряда ушёл в Бухару, Бухарский эмират на тот момент ещё сохранял независимость. Осенью 1919 года с группой офицеров своего отряда совершил конный переход из Бухары в Иран через пустыню Каракумы для соединения с частями Туркестанской армии. После поражения частей Туркестанской армии от большевиков вместе с остатками Туркестанской армии ушёл через Красноводск на кораблях Каспийской флотилии Вооружённых сил Юга России в Дагестан.
С марта 1920 года — в Крыму, был командиром взвода в эскадроне своего полка, был удостоен награды за отвагу.
После эвакуации Русской Армии генерала барона П. Н. Врангеля из Крыма уплыл с остатками армии в Галлиполи.
В эмиграции сначала находился в Греции по приглашению своей тёти и крёстной матери — вдовствующей королевы Греции Ольги Константиновны. Отказавшись от её помощи, работал в Афинах таксистом. Позже переехал во Францию, где также был таксистом, а также поваром, ночным сторожем, рассыльным.
Провозгласивший себя императором Кирилл Владимирович пожаловал Александру Николаевичу и его потомкам титул светлейших князей Романовских-Искандер.
Умер Александр Николаевич Искандер 26 января 1957 года в городе Грас (департамент Приморские Альпы).

## Семья
Первый брак: в 1912 году с Ольгой Иосифовной Роговской (1893—1962). Осталась в России, затем СССР. Дети носили фамилию и отчество её второго мужа Н. Н. Андросова:
- сын — Кирилл Николаевич Андросов (князь К. А. Искандер) (5.12.1914 — 7.2.1992);
- дочь — Наталья Николаевна Андросова (княжна Н. А. Искандер) (10.2.1917 — 25.07.1999) — последняя представительница Романовых по женской линии, жившая в СССР, затем в РФ.

11 октября 1930 года в Париже он женился на Наталье Константиновне Ханыковой (30 декабря 1893 — 20 апреля 1982).

## Сочинения
Александром Николаевичем было написано ряд произведений мемуарного характера, опубликованных в периодической печати:
- «Землетрясение: из Туркестанских былей»/ «Русская мысль». 1951. № 409;
- «Из прошлого: В.В. Перовский и наши охоты»/ «Русская мысль». 1962. № 1882, 1883);
- «Небесный поход» / «Военно-Исторический вестник» , № 9, 1957 г.
- «Видения прошлого»